# Samuel Watson (Radsportler)
Samuel Watson (* 24. September 2001 in Leeds) ist ein britischer Radrennfahrer.

## Sportlicher Werdegang
Als Junior war Watson sowohl auf der Bahn als auch auf der Straße erfolgreich: auf der Bahn wurde er bei den UEC-Bahn-Europameisterschaften der Junioren/U23 2019 Europameister in der Mannschaftsverfolgung, auf der Straße gewann er die Guido Reybrouck Classic und die Punktewertung der Trophée Centre Morbihan.
Nach dem Wechsel in die U23 war Watson 2021 zunächst ohne Team und startete international vorrangig für die Nationalmannschaft, bevor er ab August als Stagiaire bei Trinity Racing eingesetzt wurde. Mit der Nationalmannschafterzielte er auch seinen ersten Erfolg auf der UCI Europe Tour, als er die dritte Etappe von Kreiz Breizh Elites gewann und für einen Tag die Gesamtführung übernahm.
Zur Saison 2022 wurde Watson Mitglied in der Equipe continentale Groupama-FDJ. Noch im selben gewann er das U23-Rennen von Gent–Wevelgem. Es folgten jeweils ein Etappensieg beim Course de la Paix Grand Prix Jeseníky und bei der Tour Alsace. Bei den britischen Meisterschaften im Straßenrennen wurde er Vizemeister in der Elite und mit diesem Ergebnis auch U23-Meister. Auf der Bahn gewann er bei den UEC-Bahn-Europameisterschaften der Junioren/U23 zusammen mit Oscar Nilsson-Julien die Silbermedaille im Madison der U23. Zur Saison 2023 wurde Watson zusammen mit sechs weiteren Fahrern vom Nachwuchsteam in das UCI WorldTeam von Groupama-FDJ übernommen. Nach einer Saison ohne zählbare Erfolge gewann er 2024 bei der Tour de Wallonie die letzte Etappe. 
Nach insgesamt vier Jahren bei Groupama-FDJ wechselte Watson zur Saison 2025 zum Team Ineos Grenadiers. Ende April gewann er den Prolog der Tour de Romandie mit einem Vorsprung von drei Zehntel, wobei er erst kurzfristig von der britischen Mannschaft für das Schweizer Etappenrennen einberufen worden war. Bei den Vier Tagen von Dünkirchen 2025 legte er mit dem Gewinn der vierten Etappe den Grundstein für den Gewinn der Gesamtwertung, den ersten Rundfahrtsieg seiner Karriere.

## Erfolge

### Bahn
2019
- Junioren-Europameister – Mannschaftsverfolgung (mit Max Rushby, Alfred  George, Oscar Nilsson-Julien und Leo Hayter)

2022
- U23-Europameisterschaften – Madison (mit Oscar Nilsson-Julien)

### Straße
2019
- Guido Reybrouck Classic
- Punktewertung Trophée Centre Morbihan

2021
- eine Etappe Kreiz Breizh Elites

2022
- Gent–Wevelgem U23 – Kattekoers-Ieper
- eine Etappe und Punktewertung Course de la Paix Grand Prix Jeseníky
- eine Etappe Tour Alsace
- Britischer Meister – Straßenrennen (U23)

2024
- eine Etappe Tour of Britain

2025
- Prolog Tour de Romandie
- Gesamtwertung, eine Etappe und Nachwuchswertung Vier Tage von Dünkirchen
- Britischer Meister – Straßenrennen

## Grand Tour-Platzierungen
| Grand Tour            | 2023 | 2024 | 2025 |
| --------------------- | ---- | ---- | ---- |
| Giro d’ItaliaGiro     | –    | –    | –    |
| Tour de FranceTour    | –    | –    | 115  |
| Vuelta a EspañaVuelta | 123  | –    | …    |